# 麥克萊恩縣 (奧克拉荷馬州)
麥克萊恩縣（英語：McClain County）是美國奧克拉荷馬州中南部的一個縣。面積1,503平方公里。根据美國2000年人口普查，共有人口27,740人。縣治珀塞爾（Purcell）。
成立於1907年7月16日。縣名紀念制憲大會成員查爾斯·M·麥克萊恩。